# Enrico Barone

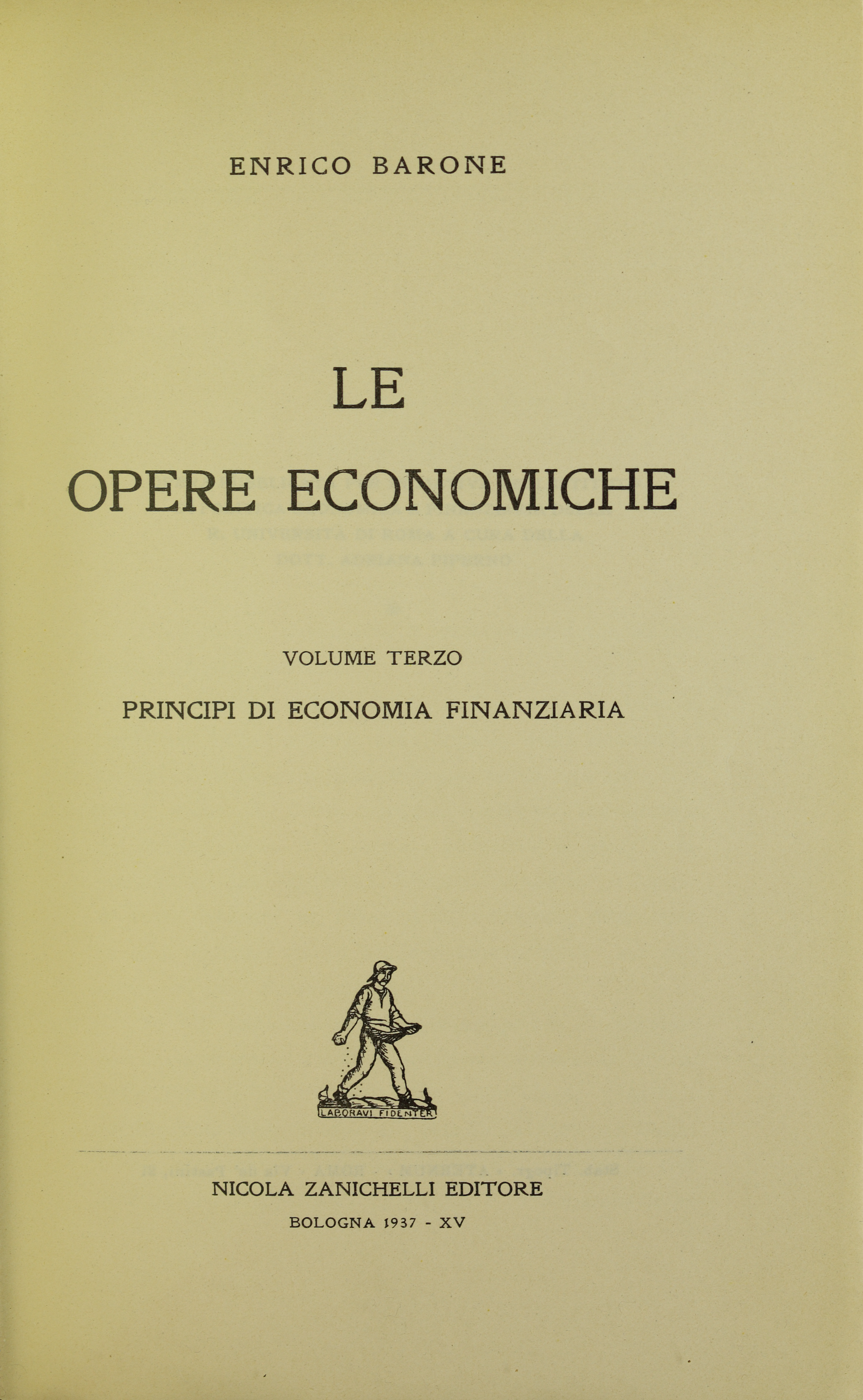
Principi di economia finanziaria, 1937

Enrico Barone (22 de dezembro de 1859, Nápoles – 14 de maio de 1924, Roma) foi um soldado, historiador militar e economista.
Barone estudou a cultura clássica e a matemática antes de se tornar um oficial do exército. Ele ensinou história militar por oito anos a partir de 1894 na Escola de Treinamento de Oficiais. Lá ele escreveu uma série de influentes obras históricas militares. Ele empregou um método de sucessivas aproximações, que lhe foi apresentado por seu estudo em economia. Em 1902, ele tornou-se o líder do escritório histórico da Direção Geral. Ele deixou seu cargo em 1906. A partir de 1894, ele colaborou com Maffeo Pantaleoni e Vilfredo Pareto no Giornale degli Economisti.
As realizações de Barone como um economista foram muitas. Ele foi o primeiro a definir condições para que um mercado competitivo pudesse ser eficiente de Pareto. Ele expandiu o conceito de eficiência de Pareto, deduzindo que nem todos os perdedores poderiam ser compensados por desvios nas condições do equilíbrio competitivo. Ele introduziu proporções variáveis de fatores na economia neoclássica, contribuindo para a teoria da produtividade marginal da distribuição do fator renda. Ele abordou as condições de equilíbrio geral na teoria walrasiana, sugerindo a viabilidade do movimento de tentativa e erro do equilíbrio de mercado. Ele foi pioneiro no estudo da teoria econômica dos números-índices. Tudo isto foi realizado sem o uso da utilidade ou de curvas de indiferença.
Barone foi descrito como um "fundador da teoria pura de uma economia socialista". Em 1908, ele apresentou um modelo matemático para uma economia coletivista cujas certas relações, mais tarde identificadas com os preços sombra, devem ser satisfeitas para o "bem-estar coletivo máximo". Este último corresponde à produção ao menos pelo preço de custo, advindo da eficiência de Pareto alcançada no equilíbrio competitivo. Ele ressaltou que tal resultado não poderia ser alcançado a priori mas apenas em um experimento de larga escala com muitas exigências quanto à obtenção de dados, até mesmo assumindo a rigidez das relações de produção. Ele sugeriu que o movimento através da eficiência econômica em uma economia coletivista não era inconcebível. Para tal regime, qualquer que seja a regra de distribuiçã do produto e da renda adotada pelo Ministro da Produção, as mesmas categorias econômicas reapareceriam para os preços, salários, juros, renda, lucros, poupança etc., apesar de talvez com nomes diferentes. Sua análise, e as respostas dos economistas austríacos, alimentou a discussão sobre o problema do cálculo econômico e o socialismo de mercado na década de 1930. Seu método também antecipou a formulação seminal de Abram Bergson de uma função de bem-estar social de trés décadas mais tarde.